# Bairro Operário
Bairro Operário, comumente chamado de BêÓ, é um bairro angolano que pertencente ao município de Sambizanga, na província de Luanda..